# Ebuild

ebuild是一套軟體組建自動化工具程式，用來讓軟體套件編譯與安裝流程可以自動化完成，由一組bash腳本程式構成。這套軟體的格式由Gentoo Linux專案研發，是软件包管理系统Portage的一部分。工具程式BitBake的設計理念，最早來自於ebuild。

## 外部連結
- Ebuild Writing（页面存档备份，存于）
- Ebuild Maintenance（页面存档备份，存于）
- Contributing Ebuilds（页面存档备份，存于）